# Одведи ме на Месец
Одведи ме на Месец (енгл. Fly Me to the Moon) америчка је романтична комедија из 2024. Режију потписује Грег Берланти, по сценарију Роуз Гилрој, док главне улоге тумаче Скарлет Џохансон и Ченинг Тејтум. Радња филма прати однос између стручњака за маркетинг и директора Насе током свемирске трке 1960-их.
Објављен је у биоскопима 12. јула 2024. у Сједињеним Америчким Државама, односно 11. јула исте године у Србији. Након приказивања у биоскопима, филм ће приказивати Apple TV+.

## Радња
Наса одлучује да запосли Кели Џоунс, провокативну креативну директорку, како би поправила њихов јавни имиџ, али Кол Дејвис није одушевљен њеним приступом који му отежава посао. Он је уштогљени и празноверни директор задужен за припремање мисије Аполо 11. Када мисију касније успешно лансирају, у игру се укључује и Бела кућа која од заљубљеног пара тражи да под хитно лажирају слетање на Месец јер ни по коју цену не смеју да дозволе да мисија не успе.

## Улоге
| Глумац           | Улога      |
| ---------------- | ---------- |
| Скарлет Џохансон | Кели Џоунс |
| Ченинг Тејтум    | Кол Дејвис |